# Lykischer Bund
Der Lykische Bund war ein antikes Koinon der Städte der kleinasiatischen Landschaft Lykien (heute Türkei). Er existierte vermutlich seit dem frühen 2. Jahrhundert v. Chr. bis in die Spätantike hinein.

## Geschichte
Wann der Lykische Bund genau gegründet wurde, ist unklar. Gesichert belegt ist seine Existenz erst für das Jahr 167 v. Chr., als sich ein Zusammenschluss mehrerer lykischer Städte rund um Xanthos gegen die rhodische Regentschaft zur Wehr setzte und daraufhin vom römischen Senat die Freiheit zugesprochen erhielt. Es gilt daher als wahrscheinlich, dass die Gründung des lykischen Städtebundes in Zusammenhang mit diesen Auseinandersetzungen mit Rhodos steht.
Was die Folgezeit betrifft, so verfügen wir hierzu über kaum nennenswerte Informationen. Ereignisgeschichtlich in Erscheinung tritt Lykien erst wieder im Rahmen der römischen Bürgerkriege: Von Brutus belagert, fielen diesen u. a. die beiden wichtigsten lykischen Metropolen Xanthos und Patara zum Opfer - nicht, aber, so heben es die Quellenberichte hervor, ohne zuvor massiven Widerstand geleistet zu haben. Gerade dies dürfte die Sonderstellung Lykiens nochmal entscheidend untermauert haben: Lykien blieb bis zur Provinzialisierung durch Kaiser Claudius nicht nur eine „freie Stadt“, sondern hatte sogar im Jahre 46 v. Chr. erreicht, einen Foedus mit Rom zu schließen.
Einen entscheidenden Wendepunkt erlebte Lykien dann im Jahre 43 n. Chr.: Nach dem Ausbruch einer stásis, so berichten Sueton und Cassius Dio, habe Rom Lykien zur Provinz gemacht. Während diese Berichte in der älteren Forschung derweil nicht selten als Erfindung der antiken Autoren abgetan wurden, so konnte gerade der Fund des sogenannten Stadiasmus Patarensis den Wahrheitsgehalt dieser Berichte aufzeigen. Höchstwahrscheinlich initiiert durch inneraristokratische Streitigkeiten entbrannten in Lykien so gewaltsame Kämpfe, dass nicht nur römische Bürger diesen zum Opfer fielen, sondern zusätzlich dazu auch die römischen Machteliten sich gezwungen sahen, entsprechend einzugreifen.
Über die römische Provinzzugehörigkeit ab 43 n. Chr. bis in die Spätantike lassen sich Aktivitäten und Existenz des Lykischen Bundes über griechische Inschriften aus Lykien verfolgen. Er spielte ab Mitte des ersten Jahrhunderts n. Chr. eine wichtige Funktion im Kaiserkult und in der Kommunikation zwischen den lykischen Städten und der römischen Provinzadministration sowie bei der Ehrung herausragender Persönlichkeiten wie etwa Opramoas aus Rhodiapolis. Außerdem bewahrte sich der Lykische Bund Privilegien in der Erhebung finanzieller Abgaben an Rom, die durch den Archiphylax organisiert wurden.

## Organisation
Über die genaue Anzahl der Bundesstädte waren sich schon die antiken Autoren uneins. So sollen es nach Strabon 23 Mitglieder gewesen sein, Plinius der Ältere spricht hingegen einige Jahrzehnte später von 36 Städten. Bedeutendes Merkmal der Organisation des Lykischen Bundes war das Repräsentativsystem. Seine Organisation überliefert Strabon nach Darstellung Artemidors: Danach entsandten die Städte entsprechend ihrer Bedeutung und Einwohnerzahl ein bis drei Vertreter in die Bundesversammlung und leisteten entsprechend ihre Beiträge zur Bundeskasse. Nach Artemidor waren die sechs größten lykischen Städte Olympos, Myra, Xanthos, Patara, Pinara und Tlos; letztere hebt er in seiner geographischen Lage im Verhältnis zu Kibyra hervor.
In hellenistischer Zeit wechselten sich die Städte Strabon zufolge bei der Ausrichtung der Bundesversammlung ab. Bei dieser Gelegenheit wählten sie den Lykiarchen an ihre Spitze und anschließend weitere Amtsträger des Lykischen Bundes, auch wurden Gerichte (altgriechisch δικαστήριά) eingesetzt. Einige griechische Inschriften aus Lykien nennen als weitere Amtsträger im hellenistischen Lykischen Bund Strategen, Nauarchen und Hipparchen. Diese militärischen Posten wurden spätestens mit der Einrichtung der römischen Provinz Lycia obsolet, der Lykiarch durch den Bundespriester im Kaiserkult ersetzt.
Wahrscheinlich seit dem 1. Jahrhundert v. Chr. besaß auch Limyra drei Stimmen. Kleinere Städte verfügten über nur zwei oder eine Stimme oder schlossen sich als „Gemeindeverbund“ (Sympolitie) unter der Führung eines Ortes zusammen – mit einer gemeinsamen Stimme im Bund. Ein Beispiel hierfür ist die Sympolitie unter Führung von Aperlai, der Isinda, Apollonia und Simena angehörten. Möglicherweise erklärt dies auch die unterschiedlichen Mitgliedszahlen in den Quellen.
In der Kaiserzeit war der Bundespriester des Lykischen Bundes regelmäßig zugleich auch sein oberster Sekretär („Grammateus“). Diese oberste Leitungsfunktion folgte dem Annuitätsprinzip, offizielle Dokumente in Lykien datierten nach dem lykischen Bundespriester. Ab dem 2. Jahrhundert n. Chr. werden diese ehemaligen Amtsträger regelmäßig wieder als Lykiarch bezeichnet. Daneben übernahm der Archiphylax wichtige Aufgaben in der Finanzverwaltung des kaiserzeitlichen Bundes. Ihm waren Hypophylakes zugeordnet, die vermutlich regional zuständig waren.
Als Sitz der wichtigsten lykischen Kultstätte (Letoon) spielte Xanthos im hellenistischen und kaiserzeitlichen Bund Zeit eine herausgehobene Rolle. Durch die Provinzialisierung und die Bedeutung Pataras für die Provinzialverwaltung gewann die benachbarte Hafenstadt, einst Hafen von Xanthos, an Bedeutung. Patara erlebte in den ersten Jahrhunderten n. Chr. eine Blütezeit und war vielleicht – die Zeugnisse sind widersprüchlich – Sitz der römischen Provinzialverwaltung von Lykien und Pamphylien. Das Buleuterion von Patara diente vermutlich in der Kaiserzeit als Versammlungsort des Lykischen Bundes.

## Rezeption
Montesquieu hebt in seinem Werk Vom Geist der Gesetze (De l’Esprit des Lois) das proportionale Wahlrecht nach der bei Strabon überlieferten Verfassung des hellenistischen Lykischen Bundes hervor und sieht in ihm ein Modell einer guten föderalen Republik. Als solches spielte er beim Entwurf der amerikanischen Verfassung 1787 eine Rolle.